# Kreuz Köln-Süd
Kreuz Köln-Süd is een knooppunt in de Duitse deelstaat Noordrijn-Westfalen.
Op dit knooppunt kruist de A555 Keulen-Bonn de A4 Nederlandse grens ten westen van Aken-Keulen.

## Configuratie
Knooppunt
Het is een klaverbladknooppunt met rangeerbanen langs beide snelwegen.
Rijstrook
Nabij het knooppunt heeft de A4 net als de A555 ten noorden en ten zuiden van het knooppunt 2x3 rijstroken. Op het knooppunt heeft de A555 2x2 rijstroken.
De verbindingsweg A4-west>Bonn heeft twee rijstroken.
Alle andere hebben verbindingswegen hebben één rijstrook.

## Verkeersintensiteiten
Dagelijks passeren ongeveer 180.000 voertuigen het knooppunt. Hiermee behoort het tot de drukste verkeersknooppunten in Noordrijn-Westfalen.
| Van                                    | Naar                        | Gemiddeld aantal voertuigen per dag |
| -------------------------------------- | --------------------------- | ----------------------------------- |
| AS Containerbahnhof Köln-Eifeltor (A4) | AK Köln-Süd                 | 106.500                             |
| AK Köln-Süd                            | AS Köln-Poll (A4)           | 120.500                             |
| AS Köln-Bayenthal (A555)               | AK Köln-Süd                 | 50.300                              |
| AK Köln-Süd                            | AS Köln-Rodenkirchen (A555) | 87.500                              |

## Richtingen knooppunt
| Aansluitende wegen                                         | Aansluitende wegen | Aansluitende wegen                  | Aansluitende wegen | Aansluitende wegen                                               |
| ---------------------------------------------------------- | ------------------ | ----------------------------------- | ------------------ | ---------------------------------------------------------------- |
|                                                            |                    | richting Keulen-Zentrum / Bayenthal |                    | richting Luchthaven Keulen-Bonn Oberhausen / Olpe Frankfurt a.M. |
|                                                            |                    |                                     |                    |                                                                  |
| richting Keulen-Klettenberg / Aken Euskirchen / Düsseldorf |                    |                                     |                    |                                                                  |
|                                                            |                    |                                     |                    |                                                                  |
|                                                            |                    | richting Rodenkirchen / Bonn        |                    |                                                                  |